# Хебю
Хебю (на шведски: Heby) е град в източна централна Швеция, лен Упсала. Главен административен център на едноименната община Хебю. Намира се на около 130 km на северозапад от столицата Стокхолм и на около 45 km на северозапад от Упсала. Жп възел. Населението на града е 2550 жители според данни от преброяването през 2010 г.